# Ivan Andabak
Ivan Andabak (20. ožujka 1953.) hrvatski general, zapovjednik Kažnjeničke bojne Hrvatskog vijeća obrane, a kasnije general Vojske Federacije Bosne i Hercegovine.
Andabak je u iseljeništvu tvrdio da je bio pripadnik Hrvatskog revolucionarnog bratstva, no pripadnici HRB-a su njegove tvrdnje odbacili jer je pripadnicima HRB-a bilo zabranjeno obznanjiivanje pripadanja organizaciji. Međutim, u izvješću Josipa Perkovića Andabak se uz ostale navedene navodi kao pripadnik organizacije.
Andabak, porijeklom Livnjak, je bio jedan od osnivača Kažnjeničke bojne, specijalne postrojbe Hrvatskog vijeća obrane. Bio je blizak suradnik Mladena Naletilića Tute, zapovjednika postrojbe i jednog od osnivača. Nakon što se Tuti pogoršalo zdravlje u jesen 1992. Andabak je preuzeo zapovjedništvo nad postrojbom. Zajedno s Tutom i Mariom Hrkačem, Andabak je razradio plan uzeća Sovića i Doljana kao dio većeg plana s ciljem da se oslobodi Jablanica u travnju 1993. Kažnjenička bojna je u akciji u Sovićima i Doljanima zarobila 75 – 80 pripadnik Armije RBiH i bili su podvrgnuti Andabakovom ispitivanju, nakon čega su sprovedeni u zatvor u Ljubuškom. Kuće muslimanskog stanovništva su bile spaljene i nenaseljive, a muslimansko stanovništvo pritvoreno, da bi kasnije bilo prebačeno na područje pod kontrolom Armije RBiH.
U rujnu 2000. Andabak je pritvoren zbog sumnje da je zajedno s britanskim državljaninom Paulom Dexterom Farowom organizirao krijumčarenje 656,5 kg kokaina iz Ekvadora preko Hrvatske do Gambije. Suđenje mu je počelo u veljači 2001., a Andabak se izjasnio da se ne osjeća krivim. Andabak je na tom prvom suđenju oslobođen krivnje u studenome 2007., međutim Vrhovnu sud poništio je odluku suda u siječnju 2010. Sudski postupak je ponovno pokrenut u siječnju 2012. kada se Andabak ponovno izjasnio nevinim. U studenome 2012. Andabak i Farow ponovno su nepravomoćno oslobođeni optužnice.